# Агнеса Римська
Агнеса Римська або Свята Агнеса (лат. Agnes; близько 291, Рим — близько 304, Рим) — юна діва та мучениця, одна з найвідоміших римських святих, шанована як і католицькою так і православною церквами.

## Життєпис
Зазнала мученицької кончини в Римі, її поховали на кладовищі на Віа Номентана, де близько 350 року було побудовано церкву на її честь. Скупчення будівель на цьому місці являє особливий історичний та мистецький інтерес. Її ім'я та дата її свята містяться у календарі мучеників, якій склали у 354 році. З того часу про неї було написано багато, включаючи знану епітафію папи Святого Дамасія І. На жаль, зі суперечностей у цих найраніших описах, очевидним є те, що пам'ять про правдиве життя Святої Агнеси уже переплутали. З доступних матеріалів можна підсумувати загальний опис її життя таким чином: Агнеса ледве вийшла з дитячого віку; вона відмовилася взяти шлюб і присвятила свою цноту Богові. Коли розпочалося переслідування християн, вона залишили свій дім і запропонувала себе для мучеництва; вона противилася усім загрозам і нападам на її доброчесність; і була страчена ударом ножа в горло (звична римська форма страти). Є загальна згода, що Агнеса була дуже молодою, віком дванадцяти чи тринадцяти років, про що свідчать її мощі, що збереглися у Римі в церкві Святої Агнеси на П'яцца-Навона.

Її емблемою у мистецтві є ягня.

## Джерело
- Donald Attwater with Catherine Rachel John. The Penguin Dictionary of Saints. Third Edition. London: Penguin Books, 1995. Ст. 29. (англ.)